# Фіалкові
Фіалкові (Violaceae) — родина одно-або багаторічних трав'янистих рослин, мало коли чагарників. Вона включає 18 родів і 850—900 видів, з яких більше половини належить роду фіалка. Види фіалкових — трави, здебільшого багаторічні, напівчагарники, вічнозелені або листопадні чагарники, набагато рідше дерева. Деякі фіалкові — повзучі чагарники або ліани вологого тропічного лісу.

## Поширення
Великий ареал фіалки простягається від Арктики на півночі до Вогняної Землі і Фолклендських островів, Капської області, Австралії, Тасманії та Нової Зеландії на півдні. У тропічних і субтропічних областях фіалки ростуть у горах, зустрічаючись на висоті до 4600 м в Перу і Болівії. Інших найбільший рід родини гібантус (Hybanthus), поширений в тропіках обох півкуль та проникає на півночі і півдні свого ареалу в помірну зону. Решта родів обмежені або одним континентом, або навіть єдиним архіпелагом. Численні ендемічні види фіалок у високогірних Андах, особливо в Чилі, надзвичайно своєрідні «розеткові» рослини, абсолютно несхожі на наші звичайні фіалка.

## Біологічний опис
Листя фіалкових чергові або рідко супротивні (гібантус), іноді дворядні, прості, зазвичай цільні (у деяких фіалок лопатеві), більшою частиною мають прилистки.
Квітки поодинокі (або розташовані по двоє) у пазухах листків або частіше зібрані в різноманітні суцвіття. У ряду фіалкових спостерігається кауліфлорія. Квітки двостатеві або рідко одностатеві, актиноморфні або зигоморфні. Чашолистків 5, як правило рівної довжини, вільні, рідко зрощені в основі, зазвичай залишаються до дозрівання плоду. Пелюсток 5, в зигоморфних квітках самий нижній (передній) пелюстка крупніше інших, в основі з мешковидних або горбовідним виростом або витягнуть у шпорец. Тичинок 5, що чергуються з пелюстками. Нитки тичинок дуже короткі (іноді майже відсутні), вільні або більш-менш зрослися, рідше зростаються повністю в трубку, яка оточує зав'язь. Пиляки інтрорзні, розкриваються подовжньою щілиною, рідко відкриваються на верхівці, вільні або зрослися навколо зав'язі. Тичинки всі однакові або майже однакові, звичайно з нектароносних придатками на спинці ниток, які іноді можуть бути з'єднані в трубку, або в зигоморфних квітках дві передні тичинки на спинці з мішкоподібними, горбоподібними або шпорцеподібними нектарниками, що вдаються до шпорець передньої пелюстки, де скупчується нектар. Гінецей з 3, рідко 2, 4 або 5 плодолистків. Зав'язь верхня, одногніздова, з 3 (2-5) парієтальними плацентами, кожна з 1 — 2-багатьма анатропними насінезачатками. Стовпчик простий, в зигоморфних квітках часто в S-подібно зігнутий, з більш-менш прямо спрямованою верхівкою. Рильце просте, рідко 3-5-лопатеве. У переважної більшості фіалкових плід — 3-профільна локуліцидна коробочка, рідко ягода або горіхоподібний плід. Насіння з прямим зародком з плоскими сім'ядолями і зазвичай рясним, м'ясистим ендоспермом, часто з арілоїдом. У деревних ліан насіння крилате.

## Використання
Багато видів фіалки та їх гібриди культивують як декоративні рослини. Особливо широко поширені в культурі фіалка запашна (V. х wittrockiana), яка, ймовірно, походить від схрещування фіалки жовтої, фіалки триколірної і фіалки алтайської.
На півдні Франції, в околиці Ніцци, і в Північній Італії, біля Парми, розводять Пармську фіалку для виробництва дорогих парфумів. В Україні на Південному узбережжі Криму виведено два сорти фіалки, листя яких дають хорошу ефірну олію, що застосовується в парфумерії.